# 马文·斯塔尔德
马文·斯塔尔德（英語：Marvin Stalder，1905年12月9日—1982年9月2日），美国男子赛艇运动员。他曾代表美国参加1928年夏季奥林匹克运动会赛艇比赛，获得男子八人单桨有舵手金牌。